# Brassicasterol
Brassicasterol is een plantesterol en komt voor in verscheidene eencellige algen, (fytoplankton), slakken en sommige landplanten, zoals koolzaad en Eryngium foetidum, die tot het geslacht kruisdistel (Eryngium) behoort. De stof is vaak gebruikt als biomerker voor het aantonen van de aanwezigheid van algmateriaal in het ecosysteem. In anaerobe sedimenten en bodems blijft de stof vele honderden jaren aanwezig, waardoor het gebruikt kan worden als indicator voor vroegere algen groei.

## Gebruik als biomerker voor zeealgen
De hoofdoorzaak van het voorkomen van brassicasterol in het milieu zijn de zeealgen.

### Brassicasterol-cholesterol-verhouding

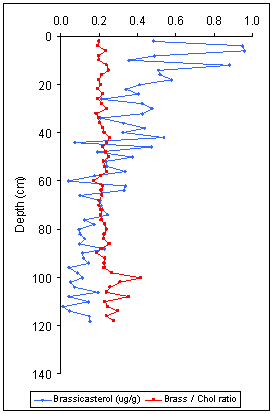
Het verloop van de concentratie van brassicasterol in een sediment boorkern van Loch Striven, Schotland samen met de verhouding van cholesterol

Het verloop van de concentratie van brassicasterol in een sediment boorkern van Loch Striven, Schotland laat zien dat de hoogste concentraties bovenin voorkomen en naar beneden toe lager worden. Echter de cholesterol laat hetzelfde zien en de verhouding brassicasterol-cholesterol is voor alle diepten tamelijk constant. Dit zou kunnen komen door een vergelijkbare afbraak snelheid en geen verschil in de oorsprong of een verschillende afbraaksnelheid en een verschillende oorsprong.

## Voorkomen in algen
Onderstaand een lijst van algen met de verschillende soorten sterolen en met bij benadering de gehaltes. (Data van de review door Volkman, 1986).
| Soort                 | Chol- este- rol | Camp- este- rol | Sito- ste- rol | A  | Brassi- caste- rol | Stigma- ste- rol | B  | Fuco- ste- rol | andere |
| --------------------- | --------------- | --------------- | -------------- | -- | ------------------ | ---------------- | -- | -------------- | ------ |
| Gonyaulax spp.        | 100             | 0               | 0              | 0  | 0                  | 0                | 0  | 0              | 0      |
| Peridinium foliaceum  | 100             | 0               | 0              | 0  | 0                  | 0                | 0  | 0              | 0      |
| Peridinium foliaceum  | 80              | 20              | 0              | 0  | 0                  | 0                | 0  | 0              | 0      |
| Gonyaulax diegensis   | 39              | 0               | 0              | 0  | 0                  | 0                | 0  | 29             | 32     |
| Pyrocystis lunula     | 76              | 6               | 0              | 2  | 1                  | 0                | 0  | 0              | 15     |
| Gonyaulax polygramma  | 36              | 1               | 0              | 9  | 7                  | 0                | 0  | 0              | 47     |
| Gymnodinium wilczeki  | 26              | 39              | 0              | 35 | 1                  | 0                | 0  | 0              | 0      |
| Glenodinium hallii    | 8               | 50              | 0              | 0  | 0                  | 42               | 0  | 0              | 0      |
| Noctiluca milaris     | 0               | 1               | 1              | 5  | 73                 | 0                | 6  | 0              | 14     |
| Gymnodinium simplex   | 0               | 0               | 0              | 0  | 53                 | 0                | 0  | 0              | 47     |
| Prorocentrum cordatum | 7               | 0               | 0              | 0  | 5                  | 0                | 63 | 0              | 25     |

A = 22-dehydrocholesterol (cholesta 5,22E dien-3b-ol) 

B = 24methylene cholesterol

## Medicinaal gebruik
Brassicasterol zit in middeltjes, waarbij geclaimd wordt dat ze ervoor zorgen dat de prostaat gezond blijft.